# Campionati mondiali di skeleton 2009
I Campionati mondiali di skeleton 2009, ventesima edizione della manifestazione organizzata dalla Federazione Internazionale di Bob e Skeleton, si tennero dal 22 al 28 febbraio 2009 a Lake Placid, negli Stati Uniti d'America, sulla pista del monte Van Hoevenberg, la stessa sulla quale si svolsero le competizioni del bob e dello slittino ai Giochi di Lake Placid 1980 nonché la rassegna iridata del 1997; furono disputate gare in due differenti specialità: nel singolo uomini e nel singolo donne e le vittorie furono ottenute rispettivamente dallo svizzero Gregor Stähli e dalla tedesca Marion Trott. Grazie a questo risultato lo stesso Stähli divenne il primo skeletonista a conquistare per tre volte il titolo mondiale.
Anche questa edizione, come ormai da prassi iniziata nella rassegna di Schönau am Königssee 2004, si svolse contestualmente a quella del bob e proprio insieme agli atleti di quest'ultima disciplina fu assegnato il titolo nella prova a squadre che vide trionfare la squadra tedesca.

## Risultati

### Singolo uomini
La gara fu disputata il 27 ed il 28 febbraio, inizialmente prevista nell'arco di quattro manches furono computati solamente i risultati di tre discese, mentre quelli della quarta furono annullati dalla giuria di gara a causa del deterioramento della pista, e presero parte alla competizione 31 atleti in rappresentanza di 16 differenti nazioni; campione uscente era il britannico Kristan Bromley, che concluse la prova al quattordicesimo posto, ed il titolo fu conquistato dallo svizzero Gregor Stähli, vincitore dell'oro iridato ad Altenberg 1994 ed a Sankt Moritz 2007 e medaglia di bronzo sia ai Giochi di Salt Lake City 2002 sia a quelli di Torino 2006, davanti al britannico Adam Pengilly ed al russo Aleksandr Tret'jakov.
| Pos. | Atleti               | Nazione       | Tempo   | Distacco |
| ---- | -------------------- | ------------- | ------- | -------- |
|      | Gregor Stähli        | Svizzera      | 2'46"58 |          |
|      | Adam Pengilly        | Gran Bretagna | 2'46"93 | +0"35    |
|      | Aleksandr Tret'jakov | Russia        | 2'47"09 | +0"51    |
| 4    | Jon Montgomery       | Canada        | 2'47"13 | +0"55    |
| 5    | Mirsad Halilovic     | Germania      | 2'47"17 | +0"59    |
| 6    | Sandro Stielicke     | Germania      | 2'47"26 | +0"68    |
| 7    | Eric Bernotas        | Stati Uniti   | 2'47"34 | +0"76    |
| 8    | Jeff Pain            | Canada        | 2'47"43 | +0"85    |
| 9    | Matthew Antoine      | Stati Uniti   | 2'47"45 | +0"87    |
| 10   | Zach Lund            | Stati Uniti   | 2'47"62 | +1"04    |

### Singolo donne
La gara fu disputata il 26 ed il 27 febbraio nell'arco di quattro manches e presero parte alla competizione 26 atlete in rappresentanza di 13 differenti nazioni; campionessa uscente era la tedesca Anja Huber, che concluse la prova al quarto posto, ed il titolo fu conquistato dalla connazionale Marion Trott davanti alla britannica Amy Williams ed all'altra tedesca Kerstin Szymkowiak, che giunse terza anche a Schönau am Königssee 2004 e ad Altenberg 2008 quando ancora gareggiava col cognome da nubile.
| Pos. | Atleti                | Nazione       | Tempo   | Distacco |
| ---- | --------------------- | ------------- | ------- | -------- |
|      | Marion Trott          | Germania      | 3'47"97 |          |
|      | Amy Williams          | Gran Bretagna | 3'48"56 | +0"59    |
|      | Kerstin Szymkowiak    | Germania      | 3'48"61 | +0"64    |
| 4    | Anja Huber            | Germania      | 3'49"18 | +1"21    |
| 5    | Emma Lincoln-Smith    | Australia     | 3'49"27 | +1"30    |
| 6    | Mellisa Hollingsworth | Canada        | 3'49"29 | +1"32    |
| 7    | Katie Uhlaender       | Stati Uniti   | 3'49"32 | +1"35    |
| 8    | Noelle Pikus-Pace     | Stati Uniti   | 3'49"46 | +1"49    |
| 9    | Shelley Rudman        | Gran Bretagna | 3'49"60 | +1"63    |
| 10   | Amy Gough             | Canada        | 3'49"67 | +1"70    |

### Gara a squadre
La gara fu disputata il 22 febbraio ed ogni squadra nazionale poté prendere parte alla competizione con due formazioni; nello specifico la prova vide la partenza di uno skeletonista, di un equipaggio del bob a due femminile, di una skeletonista e di un equipaggio del bob a due maschile per ognuna delle 8 formazioni, che gareggiarono ciascuno in una singola manche; la somma totale dei tempi così ottenuti laureò campione la squadra tedesca di Frank Rommel, Sandra Kiriasis, Patricia Polifka, Marion Trott, Thomas Florschütz ed Andreas Barucha davanti a quella svizzera composta da Gregor Stähli, Sabine Hafner, Anne Dietrich, Maya Pedersen, Ivo Rüegg e Cédric Grand e da quella statunitense formata da Eric Bernotas, Shauna Rohbock, Valerie Fleming, Katie Uhlaender, Steven Holcomb e Justin Olsen.
| Pos. | Squadra        | Atleti                                                                                                | Tempo   | Distacco |
| ---- | -------------- | --- | ------- | -------- |
|      | Germania I     | Frank Rommel Sandra Kiriasis / Patricia Polifka Marion Trott Thomas Florschütz / Andreas Barucha      | 3'45"41 |          |
|      | Svizzera       | Gregor Stähli Sabina Hafner / Anne Dietrich Maya Pedersen Ivo Rüegg / Cédric Grand                    | 3'45"65 | +0"24    |
|      | Stati Uniti I  | Eric Bernotas Shauna Rohbock / Valerie Fleming Katie Uhlaender Steven Holcomb / Justin Olsen          | 3'45"66 | +0"25    |
| 4    | Canada         | Jeff Pain Helen Upperton / Amanda Moreley Mellisa Hollingsworth Lyndon Rush / Chris Le Bihan          | 3'45"76 | +0"35    |
| 5    | Gran Bretagna  | Anthony Sawyer Nicola Minichiello / Jackie Gunn Amy Williams John James Jackson / Henry Nwume         | 3'46"03 | +0"62    |
| 6    | Stati Uniti II | Matthew Antoine Erin Pac / Michelle Rzepka Noelle Pikus-Pace Todd Hays / T. J. Burns                  | 3'46"20 | +0"79    |
| 7    | Germania II    | Florian Grassl Cathleen Martini / Christin Senkel Anja Huber Karl Angerer / Thomas Pöge               | 3'46"32 | +0"91    |
| 8    | Russia         | Sergej Čudinov Viktorija Tokovaja / Elena Doronina Svetlana Trunova Evgenij Popov / Aleksej Andrjunin | 3'49"27 | +3"86    |

## Medagliere
| Posizione | Nazione       | Oro | Argento | Bronzo | Totale |
| --------- | ------------- | --- | ------- | ------ | ------ |
| 1         | Germania      | 2   | 0       | 1      | 3      |
| 2         | Svizzera      | 1   | 1       | 0      | 2      |
| 3         | Gran Bretagna | 0   | 2       | 0      | 2      |
| 4         | Russia        | 0   | 0       | 1      | 1      |
| 4         | Stati Uniti   | 0   | 0       | 1      | 1      |
| Totale    | Totale        | 3   | 3       | 3      | 9      |